# Jimmy Lawrence
James „Jimmy“ Lawrence (* 16. Februar 1879 in Partick; † 21. November 1934 in Glasgow) war ein schottischer Fußballspieler und -trainer. Er spielte zwischen 1904 und 1922 auf der Position des Torwarts für den englischen Verein Newcastle United, mit dem er vier Titel gewann. 1911 spielte er einmal für die schottische Fußballnationalmannschaft. Von 1925 bis 1931 war er Trainer beim deutschen Verein Karlsruher FV.

## Laufbahn
Jimmy Lawrence spielte ursprünglich in seiner Heimatstadt bei Partick Athletic und Glasgow Perthshire. Gelegentlich vertrat er in dieser Zeit aber auch beim Erstligisten Hibernian Edinburgh in der schottischen Hauptstadt deren Stammtorwart Harry Rennie.
1904 wurde er vom englischen Erstligisten Newcastle United verpflichtet, wo er bis 1922 verblieb. Insgesamt stand er in diesen 18 Jahren 432 Mal in der Liga und 64 mal im Pokal für die Nordostengländer zwischen den Pfosten was jeweils Vereinsrekord für Spieler des Vereines ist. Dieser Rekord wäre wohl noch höher, wenn nicht wegen des Ersten Weltkrieges der Spielbetrieb zwischen 1915 und 1919 suspendiert gewesen wäre.
Er debütierte im Oktober 1904 bei einem 2:0-Heimsieg gegen Manchester City. Bereits in der ersten Saison gewann er mit dem in jener Ära auch respektvoll Edwardian Masters genannten Klub die englische Fußballmeisterschaft – der erste Titel der Vereinsgeschichte. 1907 und 1909 folgten weitere Meisterschaften und 1910 gewann Newcastle den Pokal. Newcastle United besiegte dabei im Finale im Goodison Park von Liverpool nach einem 1:1-Unentschieden im Wiederholungsspiel den FC Barnsley mit 2:0. Zudem erreichte er mit dem Verein in den Jahren 1905, 1906, 1908 und 1911 das Finale des Wettbewerbes. Auf der anderen Seite fiel in seine Zeit bei Newcastle auch die Rekord-Heimniederlage des Klubs, als Newcastle im Dezember 1908 gegen den Lokalrivalen AFC Sunderland mit 1:9 verlor. Sein letztes Spiel für Newcastle bestritt der für seine Beständigkeit gerühmte Torwart im April 1922 mit einer 1:2-Heimniederlage gegen Bradford City. Lawrence war zu jenem Zeitpunkt 43 Jahre alt. In den Augen vieler gilt er als der beste Torhüter in der Geschichte von Newcastle United.
Im April 1911 bestritt Jimmy Lawrence sein einziges Länderspiel, als er im Rahmen der British Home Championship im Goodison Park beim 1:1 gegen England im Tor stand. England sicherte sich mit dem Ergebnis den Titel.
Nach dem Ende seiner Spielerlaufbahn trainierte er 1924 zunächst für mehrere Monate den seinerzeitigen englischen Zweitligisten FC South Shields und anschließend den seinerzeit finanziell angeschlagenen Verein Preston North End, der in jener Zeit die untere Tabellenhälfte bevölkerte. Zum Ende der Saison stieg der Verein als 21. und damit Vorletzter in die damalige Division II ab.
1925 wechselte er zum Deutschen Meister von 1910, dem Karlsruher FV, wo er bis 1931 verblieb. Dabei gewann er mit dem KFV 1925/26 die Meisterschaft von Württemberg/Baden und 1928, 1929 sowie 1931 den Titel eines Badischen Meisters. Dies qualifizierte den Traditionsverein in diesen Jahren zur Teilnahme an den Spielen um die süddeutsche Meisterschaft, eine Teilnahme zur deutschen Meisterschaft wurde aber nicht mehr erreicht.
Später kehrte er nach Schottland zurück und wurde 1933 Präsident des FC Stranraer, der allerdings seinerzeit noch nicht am schottischen Ligabetrieb teilnahm. 1934 verstarb er dort an einem Herzleiden im Amt.

## Sonstiges
Jimmy Lawrence war auch politisch aktiv und spielte eine wichtige Rolle beim Aufbau der Spielergewerkschaft Association Football Players Union deren Präsident er auch von 1921 bis 1922 war. Aus der AFPU entwickelte sich später die heutige Professional Footballers’ Association.
Im Februar 1913 heiratete er Barbara Murray in Newcastle, aber innerhalb von zwei Monaten war sie bereits verstorben. Als Todesursache wurde damals eine Blinddarmentzündung angegeben.